# Фик, Питер
Питер Джозеф Фик (англ. Peter Josef Fick; 12 декабря 1913, США — 10 августа 1980, Майами, Флорида) — американский пловец, рекордсмен мира, представлял США на летних Олимпийских играх 1936 года.
Фик представлял Соединенные Штаты на летних Олимпийских играх 1936 года в Берлине, Германия. Он был обладателем мирового рекорда и фаворитом игр, но занял шестое место в финале на дистанции 100 метров вольным стилем с временем 59,7 секунды. В 1978 году он был введен в Зал славы мирового плавания.
Фик был женат на актрисе Бесс Джонсон.